# 池原隧道
池原隧道（いけはらずいどう）は、富山県富山市にある富山県道67号宇奈月大沢野線のトンネルである。池原隧道は一号～三号までの3つのトンネルの総称。1933年（昭和8年）に小佐波集落と船峅集落との交通路として開通。100年近く前に建設された手掘りのトンネルのため、普通車では通り抜けができないほど幅が狭い。

## 概要
- 竣工 1933年
- 総延長 350m
- 幅員 1.5～1.7m
- トンネル付近には「この先の池原トンネルは狭小のため、幅1.48m以下、高さ2m以下の車両のみ通行可能です。ご注意ください！」と警告する看板が複数設置されている。[独自研究?]
- 照明がないため、昼間でもライトをつけなければ通行できない。[独自研究?]
- 寺家トンネルという名で心霊スポットとして有名[独自研究?]
- かつて、池原二号隧道、三号隧道付近には池原集落、さらにその先には小佐波集落があり、人の往来も盛んであったとされている。
- 手掘りのトンネルだが、現在はコンクリートが吹き付けてある。

## 名称の由来
池原隧道がある場所にかつて存在していた池原集落が由来と思われる。池原という名は今でも小字としては残っている。